# Anastasia Goncharova
Anastasia Alekseïevna Goncharova (en russe : Анастасия Алексеевна Гончарова), née le 10 octobre 1999 à Krasnoïarsk, est une coureuse du combiné nordique russe.

## Carrière
Goncharova commence sa carrière internationale en prenant part à une compétition pour jeunes en 2015 à Oberstdorf.
En mars 2018, elle prend part à sa première manche dans la Coupe continentale, à Nijni Taguil, où elle arrive troisième.
À l'été 2019, elle prend la quatrième place du classement général au Grand Prix et obtient un podium à la compétition par équipes mixtes avec Ernest Yahin, Vitali Ivanov et Stefaniya Nadymova. 
En décembre 2020, à Ramsau, elle prend part à la première course de Coupe du monde féminine ; elle s'y classe dixième.

## Palmarès en combiné nordique

### Championnats du monde
| Épreuve / Édition        | Individuel     | Individuel |
| Épreuve / Édition        | Petit tremplin |            |
| Mondiaux 2021 Oberstdorf | Disqualifiée   |            |

### Coupe du monde
- Meilleur résultat individuel : 10e.

### Coupe continentale
- 7e du classement général en 2018.
- 1 podium individuel.

### Grand Prix
- 4e du classement général en 2019.